# 莫息
莫息（1465年—？），字善誠，號冰泉，又号云楼子、游来山农，直隶常州府無錫縣人，匠籍，明朝政治人物。

## 生平
應天府鄉試第一百三十四名舉人。弘治十二年（1499年）中式己未科會試第二百十名，二甲第二十八名進士。官南京工部主事。

## 家族
曾祖莫能興；祖莫順昌；父莫文懋，義官。母周氏。严侍下。弟莫愈。侄子莫驄，兵部员外郎。